# Phradonoma hirsutulum
Phradonoma hirsutulum is een keversoort uit de familie spektorren (Dermestidae). De wetenschappelijke naam van de soort werd in 1868 gepubliceerd door Louis Jérôme Reiche in Mulsant & Rey.